# Gasterosteus crenobiontus
Gasterosteus crenobiontus (лат.) — вымерший вид пресноводных рыб рода трёхиглых колюшек (Gasterosteus), семейства колюшковых (Gasterosteidae). Впервые описан в 1956 году ихтиологами Михаем Бэческу и Рудольфом Майером.

## Описание, образ жизни
Пресноводная бенто-пелагическая рыба. Длина тела достигала 6,5 см. Внешне вид заметно отличался от других родственных видов.
Нерест проходил в феврале — октябре. Кладка охранялась самцами.

## Распространение
Эндемик Румынии. Единственное место, где обитал вид — озеро Текиргьол в жудеце Констанца на юго-востоке страны.

## Численность
Вид считается вымершим (статус «EX») по данным Международного союза охраны природы на 2008 год. Причиной исчезновения стала гибридизация с ближайшим родственным видом — трёхиглой колюшкой, которая мигрировала в Текиргьол в результате создания ирригационных сооружений и последующего осолонения озера. К 1998 году Gasterosteus crenobiontus не был выявлен в Текиргьоле.

## Систематика
Ранее считался подвидом трёхиглой колюшки (Gasterosteus aculeatus). Синонимичное название таксона — Gasterosteus aculeatus crenobionta (Băcescu & Mayer, 1956).